# Egy amerikai farkasember Londonban
Az Egy amerikai farkasember Londonban (eredeti cím: An American Werewolf in London) 1981-ben bemutatott brit–amerikai horror-filmvígjáték, melyet John Landis írt és rendezett. A főbb szerepekben David Naughton, Jenny Agutter, és Griffin Dunne látható.
A forgatás főként Londonban zajlott, de Surreyben és Walesben is vettek fel jeleneteket. Az Amerikai Egyesült Államokban 1981. augusztus 21-én mutatták be, a film bevételi és kritikai sikert aratott. 1981-ben legjobb horrorfilm kategóriában Szaturnusz-díjat kapott és a legjobb sminkért járó Oscar-díjat is átvehette. Az Empire magazin minden idők 107. legjobb filmjének választotta 2008 szeptemberében. 2013. augusztus 15-én, az Universal Orlando vidámpark bejelentette, hogy használná a filmet a hetedik labirintusuk alapjához az évente megrendezett Halloween Horror Nights eseményen. A labirintus olyan népszerű volt, hogy része lett a 2014-es Halloween Horror Nights eseményen az Universal Studios Hollywoodnál.
A film egyike volt annak a három, nagy költségvetésű farkasember-témájú horrorfilmnek, amiket 1981-ben mutattak be, az Üvöltés és A farkas mellett. Az évek során a film kultuszfilmé nőtte ki magát. 1997-ben egy folytatás követte, Egy amerikai farkasember Párizsban címmel. Ez teljesen új stábbal és színészgárdával készült, a Disney Hollywood Pictures forgalmazásában. A Junoon című 1992-es bollywoodi filmet is megihlette az eredetű mű.

## Cselekmény
Két amerikai főiskolás, David Kessler és Jack Goodman hátizsákkal vág át Yorkshire pusztaságán. Amint leszáll az éj, úgy döntenek, hogy megállnak egy éjszakára a "Lemészárolt bárány" nevű kocsmánál. Jack észrevesz egy ötágú csillagot a falon. Amikor erről elkezd kérdezősködni, a kocsma nagyon csendes lesz, és a kocsmázók elkezdenek furcsán és ellenségesen viselkedni. A két amerikai úgy dönt, hogy távozik, miután a többiek ellátták őket olyan tanácsokkal, mint például „óvakodjatok a holdtól srácok” vagy „maradjatok az úton”. Miközben egymással beszélgetnek és arra kíváncsiak, hogy a kocsmázók mire gondoltak, letérnek az útról az elhagyott területre.
A kocsmában a tulajdonosnő nagyon lehangolt lesz, és azt javasolja, hogy menjenek a két amerikai után. Amint ezt kimondta, baljós üvöltés hallatszik. A többi kocsmázó eltorlaszolja az ajtót. A pusztaságon Jack és David ismét meghallja az üvöltést, amit egyre közelebb éreznek. Elkezdenek visszafelé menni a „Lemészárolt bárány”-hoz, amikor rájönnek, hogy letértek az útról és eltévedtek a pusztaságban. A telihold kijön a felhők mögül, és eszükbe jutnak a korábban kapott tanácsok. A hangok egyre közelednek, míg a fiúkat meg nem állítja egy természetfeletti nagy állat. Az állat mind a kettőjüket megtámadja és megöli Jacket. Az állatra ezután rálőnek és meg is ölik a végre előbukkanó kocsmázók. A vadállat egy haldokló meztelen férfivá változik át. David túléli a marcangolást és beviszik egy londoni kórházba.
Amikor David három héttel később felébred, nem emlékszik arra mi történt, és elmondják neki, hogy meghalt a barátja. Davidet kihallgatja az arrogáns Villiers felügyelő és a kétbalkezes, de több megértést tanúsító McManus őrmester, aki azt a következtetést vonja le, hogy őt és Jacket feltehetőleg egy szökött elmebeteg támadta meg. David ragaszkodik ahhoz, hogy egy nagy farkas támadta meg. De Villiersnek már megmondták, hogy voltak szemtanúk és az őrült boncolási jegyzőkönyve is megvan, így arra következtetnek, hogy David sokktól szenved.
Davidet bizarr rémálmok kezdik gyötörni. Először meztelenül fut az erdőben, majd lefejez és megesz egy szarvast. Másodszor egy kórházi ágyon fekszik egy hatalmas agyarral az arcán. Végül otthon van a családjával, amikor nácik szörnyű agyarral támadják meg és géppuskákkal lőnek.
Mialatt David ébren van, Jack feltűnik, mint egy életre keltett hulla, és kifejti, hogy kettejüket megtámadta egy farkasember, és hogy most már maga David is egy farkasember. Jack sürgeti Davidet, hogy ölje meg magát a következő telihold előtt, nem csak azért, mert Jack meg van átkozva, és amíg élő halottként létezik, a farkasember vérvonala megtámadhatja a még élőket hanem, azért is, hogy megakadályozzák, hogy David arra a sorsra jusson, mint utolsó áldozata.
Hogy meggyőződjön róla, hogy David igazat mond, orvosa, Hirsch elmegy a „Lemészárolt bárány”-ba. Amikor elkezd kérdezősködni az esetről, a kocsmázók nem mondanak semmit se Davidről, se Jackről, se a támadójukról. De egy megzavarodott kocsmázó beszél Dr. Hirschsel a kocsma előtt, és azt mondja, hogy Davidet nem lett volna szabad elvinni, és hogy ő és mindenki más veszélyben lesz, amikor átváltozik. Egy másik kocsmázó, aki eddig csendben volt, félbeszakítja. Több nyomozás után, Dr. Hirsch rájön, hogy a rendőrségi jegyzőkönyvet „rossz helyre rakták”, és hogy David sebeit kitisztították és felöltöztették mielőtt a hatóságok foglalkoztak volna vele. Az orvos meg van győződve arról, hogy az egész település hazudik, és hogy Davidet valójában valamilyen állat támadta meg, bár arról nincs meggyőzve, hogy ez egy farkasember volt.
Miután kiengedték a kórházból, David beköltözik Alex Pricehoz, a csinos, fiatal nővérhez, akibe belehabarodott a kórházban. Alex londoni lakásában marad, ahol később első alkalommal szeretkeznek. Jack (a pusztulás előrehaladott szakaszában) hirtelen megjelenik újra Davidnél és elmondja neki, hogy át fog alakulni farkasemberré a következő napon. Jack ismét azt tanácsolja Davidnek, hogy végezzen magával, különben ártatlan embereket fog megölni.
Amikor feljön a telihold, Jack már figyelmeztette Davidet, aki egyedül van a lakásban. Kínzó fájdalmat kezd el érezni, mielőtt meztelen lesz, „fellángol” és farkasemberré változik. Az utcákon csavarog és a londoni metróban lemészárol hat járókelőt. Amikor reggel felébred, meztelenül a padlón találja magát egy farkas ketrecében, a londoni állatkertben. Nem emlékszik semmire, de az ottani farkasok nem bántják.
Később a nap folyamán, David rájön, hogy Jacknek igaza volt mindenben, és hogy ő a felelős az előző éjszaka folyamán elkövetett gyilkosságokért. Miután nem sikerül letartóztattatnia saját magát és elmenekül Alextől, David felhívja New Yorkban élő családját, hogy elbúcsúzhasson tőlük, habár csak a húgával beszél. Azután, hogy kisétál a telefonfülkéből és sikertelenül fel akarja vágni az ereit egy zsebkéssel, David meglátja Jacket (a pusztulás egy még előrehaladottabb állapotában) egy felnőttmozi előtt a Piccadilly Circusnál. Bent Jacket kísértik David előző esti áldozatai. Mindannyian ragaszkodnak ahhoz, hogy öngyilkosságot kövessen el, mielőtt újra farkasemberré válna. Mialatt velük beszélget, besötétedik, ennek következtében David ismét farkasemberré változik és vérengzésbe kezd. A moziból kitörve hirtelen egy szörnyű közelharc alakul ki (miután Villers felügyelő fejét leharapják). Davidet végül sarokba szorítja a rendőrség egy sikátorban. Alex megérkezik, és azzal nyugtatja őt, hogy elmondja neki, hogy szereti. Habár látszólag átmenetileg lenyugodott, lelövik a rendőrök, amikor hirtelen támad. Ezután visszanyeri emberi formáját Alex előtt, aki nagyon szomorú lesz attól, hogy David meghalt.

## Szereplők
| Karakter           | Színész         | Magyar hang      |
| ------------------ | --------------- | ---------------- |
| David Kessler      | David Naughton  | Damu Roland      |
| Alex Price nővér   | Jenny Agutter   | Ősi Ildikó       |
| Jack Goodman       | Griffin Dunne   | Pálmai Szabolcs  |
| Dr. J. S. Hirsch   | John Woodvine   | Forgács Gábor    |
| Sakkozó            | Brian Glover    | Balázsi Gyula    |
| Csapos             | Lila Kaye       | Bókai Mária      |
| Dartsozó           | David Schofield |                  |
| McManus őrmester   | Paul Kember     | Albert Gábor     |
| Mr. Collins        | Frank Oz        |                  |
| Villiers felügyelő | Don McKillop    | Cs. Németh Lajos |